# アサシン クリード II マルチプレイヤー
『アサシン クリード II マルチプレイヤー』（英: Assassin's Creed II: Multiplayer）とは、ユービーアイソフト製作のアクションゲーム。

## 概要
アサシン クリードシリーズ初の、オンラインマルチプレイタイトル。App Storeに掲載後、48時間は無料で提供された。
オンライン対戦ゲームであるためストーリーは存在しないが、キャラクター設定や時代背景などの世界観は、『アサシン クリード II』のものを受け継いでいる。